# Lotte Labowsky
Carlotta Minna Labowsky, detto Lotte (Amburgo, 23 aprile 1905 – Oxford, 28 luglio 1991), è stato un filologa classica tedesca di origine ebraica.
Nel 1934 lasciò la Germania, divenendo fellow del Somerville College di Oxford. Si specializzò nella "trasmissione del pensiero greco al mondo occidentale", collaborando alla serie editoriale Corpus Platonicum Medii Aevi e studiando la biblioteca del cardinale Bessarione.

## Biografia
Dopo aver studiato lettere classiche e filosofia a Monaco, nel 1932 Lotte Labowsky conseguì il dottorato all'Università di Heidelberg. Si offriì come volontaria della biblioteca del futuro Warburg Institute ad Amburgo, fondata da Aby Warburg le cui figlie erano state sue compagne di scuola. A seguito dell'approvazione delle leggi razziali nel '33, la biblioteca dell'istituto fu trasferita a Londra, dove fu invitata a proseguire le sue ricerche dal '46 al '51.
Nel 1934 si trasferì a Oxford, inizialmente sostenuta dalla Society for the Protection of Science and Learning (SPSL, in seguito Council for At-Risk Academics). Prima dello scoppio della guerra, riuscì a far espatriare i genitori con i mobili di proprietà della famiglia. Nel gennaio 1939 il sostegno della SPSL si era ridotto e il Somerville College si offrì di provvedere al sostentamento della Labowsky fornendole pasti gratuiti nella Senior Common Room e poi una borsa di studio. La preside del college Helen Darbishire scrisse varie lettere per proteggere la Labowsky dall'internamento e per chiedere il rilascio di suo padre Norbert che era stato internato nel giugno 1940.
Nel '43 ottenne la posizione di bibliotecaria 'ad interim e nel '46 fu nominata ricercatrice senior. Successivamente, divenne membro dell'organo di governo del college e fu ricercatrice onoraria dal 1972 al 1991.
A partire dal '36. collaborò al Corpus Platonicum Medii Aevi in collaborazione con Raymond Klibansky e da sola, dopo il 1941. Studiò i manoscritti donati dal cardinale Bessarione alla Repubblica di Venezia, pubblicando nel '79 il volume dal titolo Bessarion's Library and the Biblioteca Marciano, e curando la sua voce biografica per il Dizionario Biografico degli Italiani. Alla sua morte nel 1991, lasciò un'eredità al Somerville che includeva una collezione di libri di antiquariato, un dipinto di Paula Modersohn-Becker e il finanziamento di una borsa di studio intitolata a Rosemary Woolf.
Morì a Oxford il 28 luglio 1991, all'età di 86 anni. Il suo necrologio sul Times affermava che "... incarnava la tradizione umanista di un'epoca passata in Europa".

## Opere selezionate
- Die ethik des Panaitios: untersuchungen zur geschichte des decorum bei Cicero und Horaz (1934, Leipzig: F. Meiner)[4]
- Corpus platonicum medii aevi. Auspiciis Academiae Britannicae adiuvantibus Instituto Warburgiano Londinensi unitisque academiis edidit Raymundus Klibansky. vol. 1. Meno. Interprete Henrico Aristippo. Edidit Victor Kordeuter. Recognovit et praefatione instruxit. Carlotta Labowsky. (1940–1953)[5]
- Bessarion's library and the Biblioteca Marciana: six early inventories (1979, Warburg Institute)[6]